# Propyria normani
Propyria normani là một loài bướm đêm thuộc phân họ Arctiinae, họ Erebidae.